# 显脉冬青
显脉冬青（学名：Ilex editicostata）是冬青科冬青属的植物，为中国的特有植物。分布在中国大陆的湖北、浙江、广西、广东、贵州、江西、四川等地，生长于海拔600米至1,700米的地区，多生在山坡常绿阔叶林中和林缘，目前尚未由人工引种栽培。

## 别名
凸脉冬青（植物研究）

## 异名
- Ilex editicostata Hu et Tang var. chowii (S. Y. Hu) S. Y. Hu